# 4444 Escher
4444 Escher è un asteroide della fascia principale. Scoperto nel 1985, presenta un'orbita caratterizzata da un semiasse maggiore pari a 2,323598 UA e da un'eccentricità di 0,134533, inclinata di 7,391419° rispetto all'eclittica. Ha un periodo di rotazione di 47,307 ore.
Fa parte della famiglia di asteroidi Vesta.
L'asteroide è stato dedicato all'incisore e grafico Maurits Escher, noto per le sue opere che fondevano arte e matematica.